# سام بايلي (لاعب كرة قدم)
سام بايلي (بالإنجليزية: Sam Bayley) (1 نوفمبر 1878 في المملكة المتحدة - ) هو لاعب كرة قدم بريطاني (وحمل سابقاً جنسية المملكة المتحدة لبريطانيا العظمى وأيرلندا) في مركز مهاجم داخلي. لعب مع برمنغهام سيتي ونادي ليمنجتون.